# البر بارون فره
البر بارون فره، (به فرانسوی: Albert, Baron Frère) (زاده ۴ فوریه ۱۹۲۶ - درگذشته ۳ دسامبر ۲۰۱۸) کارآفرین، بانکدار، سرمایه‌دار و مدیر ارشد اجرایی بلژیکی بود، که مالک شرکت سرمایه‌گذاری بروکسل لامبرت بود. وی از طریق این شرکت مالک سهام عمده‌ای در شرکت‌های پرنود ریکارد، ایبردرولا، آرکما، ایمریس، توتال، سوئز آنویرونمان، لافارژ، ایگون، پاور کورپوریشن کانادا و بانک بی‌ان‌پی پاریبا می‌باشد. فره هم‌اکنون (۲۰۱۴) با دارایی خالص ۴.۹ میلیارد دلار، بعنوان ثروتمندترین فرد بلژیک شناخته می‌شد.